# Rezerwat przyrody Królowa Droga
Rezerwat przyrody Królowa Droga – leśny rezerwat przyrody znajdujący się na terenie gminy Dębowa Kłoda, w powiecie parczewskim, w województwie lubelskim. Jest położony w północnej części Lasów Parczewskich.
- Powierzchnia: 38,79 ha (według aktu powołującego), 38,57 ha (dane nadesłane z nadleśnictwa)
- Rok utworzenia: 1967
- Dokument powołujący – Zarządzenie Ministra Leśnictwa i Przemysłu Drzewnego z dnia 23 listopada 1967 roku w sprawie uznania za rezerwat przyrody (MP nr 66, poz. 322) zm. Zarządzenie Ministra Ochrony Środowiska, Zasobów Naturalnych i Leśnictwa z dnia 10 maja 1989 roku zmieniające zarządzenia w sprawie uznania za rezerwat przyrody (MP nr 17, poz. 119).
- Przedmiot ochrony (według aktu powołującego) – zachowanie starodrzewu dębowego naturalnego pochodzenia z pomnikowymi okazami dębu szypułkowego[2].

Rezerwat został utworzony w 1967 roku na powierzchni 35,17 ha. W 1989 roku powiększono go do 38,79 ha.
Południową granicę rezerwatu stanowi dawny trakt o zwyczajowej nazwie „Droga Królów” lub „Droga Królowa”, który łączył Wilno z Lublinem. Często podróżowały nim orszaki królewskie i od niego też pochodzi nazwa rezerwatu.
Występuje tu wiele gatunków roślin rzadkich i chronionych, m.in.: wawrzynek wilczełyko, orlik pospolity, naparstnica zwyczajna oraz lilia złotogłów.      
Rezerwat podlega ochronie w zakresie międzynarodowego prawa ochrony przyrody – leży w granicach Transgranicznego Rezerwatu Biosfery „Polesie Zachodnie”.